# Limbo (2019)

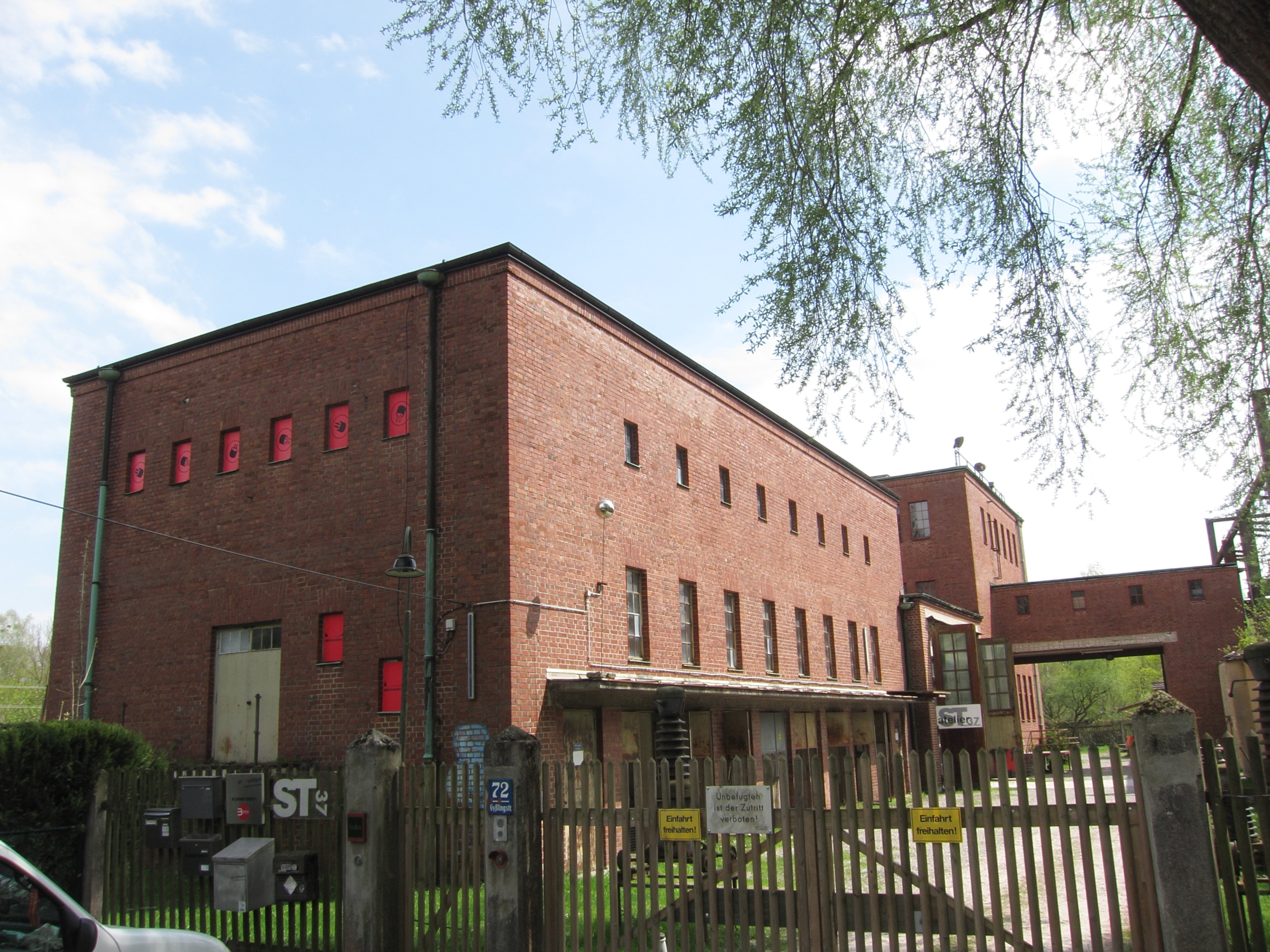
Der Großteil der Handlung findet in einer alten Fabrikhalle statt (Drehort: ehemaliges Umspannwerk im Englischen Garten)

Limbo ist ein deutscher Film von Tim Dünschede aus dem Jahr 2019. Es ist ein One-Shot-Film, der ohne einen Schnitt gedreht wurde. Der Film hatte am 3. Juli 2019 auf dem Filmfest München Premiere und kam am 20. Februar 2020 in die deutschen Kinos. Die Erstausstrahlung im deutschen Fernsehprogramm erfolgte am 1. Juni 2021 im Ersten.

## Handlung
Am Freitagabend arbeitet Ana Bergmann in einem Münchner Büro. Sie ist in der Compliance-Abteilung eines großen Unternehmens angestellt, achtet dort auf die Einhaltung der Regeln und ihr fallen bei Durchsicht der Finanzunterlagen merkwürdige Rechnungsbeträge auf. Telefonisch lässt sich das nicht schnell klären. Vor dem Gebäude trifft sie jedoch auf den CEO Frank Mailing, der gerade mit einem Kunden aufbrechen will. Sie bittet um ein Gespräch wegen der Unstimmigkeiten; Mailing ist nicht sonderlich interessiert. Der Kunde bittet Ana unvermittelt, einfach mitzukommen. Im Taxi sucht Ana erneut das Gespräch, es könnte immerhin Betrug in dreistelliger Millionenhöhe dahinterstecken, da eine Beratungsfirma für ihre Leistungen seit Jahren vollkommen überzogene Rechnungen ausstelle. Mailing wiegelt ab und nennt Ana eine realitätsferne Idealistin.
In einer Wohnung erhält Carsten, verdeckter Ermittler bei der Polizei, Anweisungen für einen letzten Einsatz. Carsten soll wichtige Daten einer Verbrecherbande von einem Rechner im Hauptquartier ziehen und per Satellitenverbindung auf die eigenen Server übertragen. Um ins Hauptquartier der Bande zu gelangen, die von einem Österreicher – dem „Wiener“ – geleitet wird, hat Carsten sich mit dem Kleinkriminellen Ozzy angefreundet. Dieser hat mit dem Wiener ein paar Geschäfte zu erledigen und kann Carsten so in die alte Fabrikhalle mitnehmen. In diesem privaten Club finden illegale Boxkämpfe statt, es wird getrunken und gezockt. Bei einem solchen Kampf entscheidet sich aufgrund einer Wette, ob Ozzy mit dem Wiener ins Geschäft kommen kann.
Ana ist mit Mailing und dem Kunden ebenfalls in der Fabrikhalle. Sie stellt ihn wegen ihrer Entdeckung zur Rede. Mailing sagt ihr, er habe mit diesen Betrügereien die Firma gerettet und Ana solle sich überlegen, zu schweigen und auch die Annehmlichkeiten genießen. Ana trifft zufällig auf Ozzy und Carsten. Er ist ihr Bruder und sein richtiger Name ist Yannic. Sie erfährt von ihm, dass Vieles, was sie über ihn weiß, falsch ist und so arrangiert war, dass er als verdeckter Ermittler arbeiten kann. Mittlerweile ist auch Ana in Gefahr, da sie hinter Mailings Machenschaften gekommen ist und dadurch dessen Geschäfte mit dem Wiener gefährdet.
Yannic gelingt es, die Daten auf den USB-Speicher zu ziehen und er nutzt die Gelegenheit, mit Ana zu fliehen, als der Faustkampf in die wichtigen Runden geht. Ozzy gewinnt seine Wette mit dem Wiener. Als Ana und Yannic mit dem Wagen davonfahren wollen, kommt Ozzy auf ihn zu. Er sagt Yannic, er habe ihm das Herz gebrochen, und sticht auf ihn ein. Ana fährt mit dem schwer verletzten Yannic davon, der noch die Daten absenden kann.

## Produktion
Der Film wurde vom 23. September 2018 bis zum 26. September 2018 gedreht. Drehort war München: Das Bürogebäude zu Beginn sind die Highlight Towers. Die Fahrt mit dem Taxi geht über den Ring und die Leopoldstraße. Der Ort der illegalen Kämpfe und Hauptquartier des Wiener Gangsterbosses ist das ehemalige Umspannwerk im Englischen Garten.
Eine Besonderheit des Films ist, dass er ohne einen einzigen Schnitt gedreht wurde, was als One-Shot-Film bezeichnet wird. Dies ist an sich nicht neu und wurde im deutschsprachigen Raum schon in Filmen wie Victoria (Regie: Sebastian Schipper) oder Tatort: Die Musik stirbt zuletzt (Regie: Dani Levy) umgesetzt. Für das Drehteam bedeutet ein solches Vorgehen immer eine aufwändige Vorbereitungsphase. In einem Interview berichtet Regisseur Tim Dünschede von den Dreharbeiten, dass das Filmteam nach Haupt- und Generalprobe eine erste Version drehte, sie aufgrund von Problemen bei den Aufbauten allerdings verwerfen musste. Die zweite Aufnahme des Films sei dann die endgültige Version geworden. Auch hierbei habe es nach Aussagen des Regisseurs kleinere Pannen gegeben, unter anderem einen Rempler an die Kamera oder ein paar Dialogabwandlungen, wodurch dem Kameramann Schlüsselworte fehlten und es ungeplante Kameraschwenks gegeben habe.
Der Titel Limbo leitet sich vom lateinischen Wort Limbus ab und bezeichnet einen Ort, an dem sich die Seelen in einer Art Zwischenzustand befinden. Umgangssprachlich wird hierfür das Wort „Vorhölle“ verwendet. In einem solchen Zwischenzustand, gewissermaßen auf Messers Schneide ihrer Existenz, befinden sich auch die beiden Hauptfiguren des Films, Ana und Yannic.
Limbo ist eine Koproduktion von Nordpolaris, Koryphäen Film und Bayerischem Rundfunk und entstand in Zusammenarbeit mit der Hochschule für Fernsehen und Film München. 2019 wurden die Produzenten Fabian Halbig und Florian Kamhuber auf den Internationalen Hofer Filmtagen mit dem Nachwuchsproduzentenpreis der Verwertungsgesellschaft für Nutzungsrechte an Filmwerken (VGF) ausgezeichnet, der mit 60.000 Euro dotiert ist. Kameramann Holger Jungnickel gewann für seine Arbeit den IMAGO International Award als Young Emerging Cinematographer und war für den Michael-Ballhaus-Preis 2019 und den Deutschen Kamerapreis 2020 nominiert.

## Rezeption

### Kritiken
Das Lexikon des internationalen Films vergibt nur 1 von 5 möglichen Sternen und schreibt: „Ein in Finanz- und Unterwelt spielender Thriller, der in formalem Ehrgeiz in einer einzigen Einstellung gedreht ist. Dieser logistischen Herausforderung sind allerdings alle anderen Elemente mit fatalen Folgen untergeordnet: Die Geschichte ist unausgegoren, die Figuren sind eindimensional, die Dialoge häufig unfreiwillig komisch.“
Tilmann P. Gangloff beurteilt den Film hingegen positiver und gibt ihm bei tittelbach.tv insgesamt 4,5 von 6 Sternen. Der Kritiker hebt die für einen Debütfilm mutige Entscheidung hervor, den Film ohne einen Schnitt zu drehen. Dies verleihe ihm eine eindrucksvolle Intensität und Authentizität. Logistisch sei Limbo eine Meisterleistung, da dies nur durch eine exakte Choreografie der Darsteller und Komparsen gelinge. Martin Semmelrogge wirke wie eine Parodie seiner selbst und würde die Rolle des typischen Filmversagers glaubwürdig spielen. Auch die Hauptrollen seien passend besetzt: „Schauspielerisch mit den Hauptdarstellern Elisa Schlott und Tilman Strauß ist der Mix aus Krimi, Thriller & Drama ohnehin sehenswert.“
Heike Hupertz von der Frankfurter Allgemeinen Zeitung betont, dass der Film nicht auf die üblichen „Sehgewohnheiten“ abziele, sondern die Filmemacher mit ihrem Debütfilm durchaus Mut bewiesen, nicht auf Konvention zu setzen. Auch wenn ein schnittloser Film nichts Neues sei und Limbo kaum perfekt genannt werden könne, so sei der Film auf seine Weise trotzdem gelungen. Das Publikum müsse sich darauf einlassen, es müsse mehr sehen als analysieren sowie die Voraussetzungen und die „Charakter-Schmalheit der Rollen“ akzeptieren.

### Auszeichnungen und Nominierungen
- 2019: Internationale Hofer Filmtage – VGF-Nachwuchsproduzentenpreis[8]
- 2020: New York Cinematography Award in den Sparten Bester Film für Tim Dünschede sowie Beste Kamera und Bestes Lichtdesign für Kameramann Holger Jungnickel[13]
- 2020: Deutscher Kamerapreis – Nominierung von Holger Jungnickel in der Kategorie Nachwuchs[4]